# بیرچ بی (واشینگتن)
بیرچ بی (به انگلیسی: Birch Bay) یک منطقهٔ مسکونی در ایالات متحده آمریکا است که در شهرستان واتکام، واشینگتن واقع شده‌است. بیرچ بی ۵۴٫۹ کیلومتر مربع مساحت و ۸٬۴۱۳ نفر جمعیت دارد و ۳ متر بالاتر از سطح دریا واقع شده‌است.